# اچ‌ام‌اس کی۷
اچ‌ام‌اس کی۷ (به انگلیسی: HMS K7) یک زیردریایی بود که طول آن ۳۳۹ فوت (۱۰۳ متر) بود. این زیردریایی در سال ۱۹۱۷ ساخته شد.